# Transport Football Club
Transport Football Club est un club de football Irlandais basé à Bray. Le club a participé au championnat d'Irlande de football pendant quatorze saisons, de 1948-1949 à 1961-1962. Le club a joué pendant les trois premières saisons au Carlisle Grounds de Bray puis les saisons suivantes au Harold's Cross Stadium à Dublin.
Le titre de gloire de Transport FC est la victoire en Coupe d'Irlande de football en 1950. Le club bat Cork Athletic 3-1 au deuxième match d’appui après deux matchs nuls 2-2.
La meilleure performance en championnat est une 5e place obtenue deux fois en 1949 et 1957.
Après avoir quitté le championnat, le club continue à exister en championnat régional du Leinster. Il remporte la FAI Intermediate Cup, une coupe d’Irlande réserve aux clubs qui ne participant pas au championnat d’Irlande et à quelques équipes juniors, en 1964, 1966, 1974.

## Palmarès
- Coupe d'Irlande de football : 1 
  - Vainqueur en 1950
- FAI Intermediate Cup : 3
  - Vainqueur en 1964, 1966 et 1974

## Records
- La plus grande victoire en championnat est un 6-0 contre Sligo Rovers le 16 mars 1958.
- la plus grande défaite en championnat est un 1-10 contre Cork Hibernians le 20 mars 1960.

- Le meilleur buteur du club en championnat sur une saison est  Johnny McGeehan avec 15 buts lors de la saison 1957/58.
- Le meilleur buteur du club en championnat est Bernie Lester avec 30 buts entre 1948 et 1953.